# Аимелиик
Аимелиик — административное подразделение островного государства Палау. Это один из 16 штатов Республики Палау. Его площадь составляет 52 км², а население — 334 человека (перепись 2015 г.). Столицей штата является деревня Монгами. Четыре другие деревни — Медорм, Имул, Элечуи и Нгмехиангел.
На острове расположена крупнейшая силовая установка Палау. Штат также находится недалеко от международного аэропорта. В деревне Медорм находится самая мощная коротковолновая радиостанция в Палау. Это принадлежит и управляется High Adventure Ministries, родом из США, но сейчас принадлежит консорциуму китайских национальных церквей. Он состоит из четырех коротковолновых передатчиков, два из которых — Thomson, которые изначально поступили от адвентистского радио на Гуаме, остальные — это почтенный передатчик Harris и передатчик RCA 30-летней давности, все они питают несколько многоуровневых занавесок, которые транслируются в Юго-Восточную Азию. Они работают в основном в диапазонах 9 и 15 МГц.

## История
По меньшей мере семь традиционных деревенских стоянок существовало в Аимелиике, Медорме, Нгчемиангеле, Нгебедече, Челечуи, Нгеркеае, Имуле и Нгердераре. Эти поселения были сосредоточены на богатой почве со смешанным лесом на тонкой полоске земли вдоль побережья и вокруг залива.
В деревнях есть множество каменных сооружений, имеющих историческое и традиционное значение. Многие каменные платформы, одесонгел, которые служат клановыми кладбищами, в то время как другие каменные сооружения служат святилищами.
Лагуна и залив Нгчемиангел являются важными ресурсными районами и, вероятно, интенсивно эксплуатировались в доисторический период. Важные ресурсы включают мангровые деревья и многие виды рыб. В традиционных деревнях и их окрестностях находятся сады и приусадебные участки на болоте таро, а многие деревенские участки окружены террасами на склонах холмов.
Территория находилась под управлением Испании до 1899 года, когда была продана Германии. В 1919 году она стала японским владением, пока Соединенные Штаты не взяли ее под свой контроль после Второй мировой войны. Аимелиик — одна из самых древних деревень Палау. Она наиболее известна своими террасами и современными бай. Аимелиик также известен гробницей Мальсола, легендарным местом, где похоронен воин Мальсол, до которого теперь можно добраться по главной дороге и недалеко от Аимелиик бай. Через Аимелиик обычно проезжают по главной дороге острова Бабельдаоб.

## География
Аимелиик, расположенный в юго-западном углу Бабельдаоба, включает низкие холмы, окружающие залив Нгчемиангел, и очень крутую и пересеченную местность вдоль западного побережья к северу от Медорма. Современные деревни Аимелиика включают населенные пункты в Медорме, Нгчемиангеле, Челечуи, Имул Нгеркеай — Медорм — и Неккен (современный центр сельскохозяйственных экспериментов). За исключением стока реки Исемиич, большинство стоков в Аимелиике короткие, узкие и крутые. К северу от низкого водораздела, отделяющего залив Нгчемиангел от залива Нгеремедуу, река Табечединг является границей с Нгатпангом. На востоке Аимелиика простирается до Раэль Кедам, центрального хребта, разделяющего восточные и западные стоки на острове Бабельдаоб. На юго-востоке граница с Айраи проходит вдоль хребта, спускающегося на запад от Раэль Кедам до точки примерно в километре к югу от реки Нгердерар.
Землепользование в Аимелиике включает как частные сады на территориях, прилегающих к домам, так и большие площади коммерческой сельскохозяйственной застройки. На коммерческих предприятиях выращивают различные сельскохозяйственные культуры, и, кроме того, некоторые разводят крупный рогатый скот. Вокруг современных деревень, перемежаемых огородами, растут агролесые массивы, в том числе кокосовые орехи, бетельнат, плоды хлебного дерева, миндальные деревья и банановые деревья. В низинах вдоль дренажей расположены участки нерегулярно посещаемых болотных садов таро. По крайней мере в одном районе, к юго-востоку от Медорма, был изменен крутой дренаж, чтобы удерживать воду для садоводства.
Аимелиик также известен своими террасами, которые, скорее всего, были построены в сельскохозяйственных и оборонных целях. В штате также находится один из четырех палауанских баев, или мужских молитвенных домов, остальные три находятся в Короре, Айраи и Мелекеке.

## Демография
По данным переписи 2015 года, население штата составляло 334 человека, а средний возраст — 34,9 года. Официальными языками государства являются палау и английский. Ренгулбай — титул традиционного верховного вождя государства.
В июне 1972 года постоянное население составляло 441 человек.

## Политическая система
Аимелиик имеет свою собственную конституцию, принятую в 1982 году. Правительство штата было создано в 1983 году. В штате Аимелиик с населением менее 350 человек избирается глава исполнительной власти, губернатор. В штате также есть законодательный орган, избираемый каждые четыре года. Население штата избирает одного из членов Палаты делегатов Палау.

## Экономика
Большая часть торговли и сельского хозяйства приходится на Неккен. Большинство ферм ведут крупное фермерство, но также была предпринята попытка создать первое в штате Аимелиик пастбище для крупного рогатого скота, но почвы, корма и климат Палау плохо подходят для открытого выпаса крупного рогатого скота.

## Транспорт
Большинство дорог в штате соединены с грунтовыми дорогами, за исключением недавно построенной компактной дороги с твердым покрытием, которая проходит через штат.
В пределах Аимелиика дорожная сеть теперь соединяет все населенные деревни с Корором. Главная дорога Айрай — Аймелиик проходит по старой дороге японской эпохи вдоль побережья от Нгеткиб Айрай через районы Охолочол и Нгердерар к югу от Имула, где поворачивает вглубь страны и поднимается на горный хребет, отделяющий бассейн залива Нгеремедуу от южного побережья. Сразу после того, как дорога достигает линии хребта, находится пересечение с дорогой север-юг через Нгатпанг вдоль восточной стороны залива. Дорога Айрай — Аимелиик проходит вдоль линии хребта до Неккена, где дорога разветвляется, причем южная ветвь следует вдоль западного берега реки Исемиич до Нгчемиангела, а северная ветвь петляет по очень пересеченной местности до Мечебечубель Нгатпанга. В Нгчемиангеле еще одно ответвление дороги тянется на северо-запад к Медорму.

## Образование
В Министерстве образования работают государственные школы.
Начальная школа Аимелиика была основана в 1948 году.
Средняя школа Палау в Короре — единственная государственная средняя школа в стране, поэтому туда ходят дети из этого сообщества.